# Adam Żeleński ze Stryjkowic
Adam Żeleński (Zieleński) ze Stryjkowic herbu Ciołek – podsędek łukowski w latach 1551-1553.
Poseł na sejm krakowski 1553 roku z województwa lubelskiego.